# 禾根綿蚜
禾根綿蚜（学名：Colopha graminis）为綿癭蚜科無管綿蚜屬下的一个种。